# برایتنفلد (زاکسونی)-آنهالت
برایتنفلد (زاکسونی)-آنهالت (به آلمانی: Breitenfeld) یک منطقهٔ مسکونی در آلمان است که در گراده‌لگن واقع شده‌است. برایتنفلد ۱۴۵ نفر جمعیت دارد.